# 总台山烽火台
29°52′01″N 122°02′18″E / 29.866878°N 122.038372°E

总台山烽火台是浙江省宁波市境内的一处烽火台遗址，位于北仑区郭巨街道境内的总台山山顶，为穿山半岛的最高点，可俯瞰梅山港、螺头水道和峙头洋。烽火台始建于明洪武二十年（1387年），分为石屋和台基两部分。台基使用沙土夯成，呈棱台形，上边长7米，下边长8米，高3.7米。其上架设石屋，为条石筑成，设有望窗孔，基本保持完整。
据民国《镇海县志》，总台山烽火台下辖高山、土泽、观山、梅山、虾腊五个烽火台，设有旗军，因而为总台。明代中叶戚继光抗倭时曾以此处为据点。